# سلسلة جبال قليوشة
سلسلة جبال قليوشة أو سلسلة جبال قَلْيُوْش (البلنسية: Serra de Callosa، نقحرة: سييرا دي كالوسا) هو 4.6 كـم (3 ميل) سلسلة جبال طويلة في منطقة بلنسية في إسبانيا. أعلى نقطة فيها هي أغويلة (572 م). سميت هذه المنطقة على اسم مدينة قليوشة شقورة الواقعة عند سفح الجبال.